# Большой Спасоглинищевский переулок
Большо́й Спасоглини́щевский переулок — улица в центре Москвы в Басманном районе между улицами Маросейка и Солянка. В переулке находится Московская хоральная синагога.

## Происхождение названия
Название XVIII века дано по церкви Спаса Преображения «в Глинищах», которая стояла в Малом Спасоглинищевском переулке и впервые упоминается в 1460 году; в XVIII веке на месте старой деревянной возведена каменная церковь, снесённая в 1931 году. Урочище «Глинищи» в Москве известно с XIV века; глинище — место, где добывали глину. В XVII веке переулок назывался Горшечным (видимо, глину там не только добывали, но и делали из неё горшки), а в XVIII веке — Спасским. Так как Спасских переулков в Москве было несколько, установившимся названием стало сложное прилагательное, второй частью которого являлось обозначение местонахождения храма (в Глинищах). С 1960 по 1993 годы переулок назывался улица Архипова, в память о художнике-передвижнике А. Е. Архипове (1862—1930), который жил в этом переулке.

## Описание
Большой Спасоглинищевский переулок начинается от Маросейки напротив Большого Златоустинского переулка, спускается на юг, справа от него отходит Малый Спасоглинищевский, выходит на перекрёсток с Солянским проездом, улицей Забелина и Солянкой. Последняя является визуальным продолжением переулка далее на юго-восток.

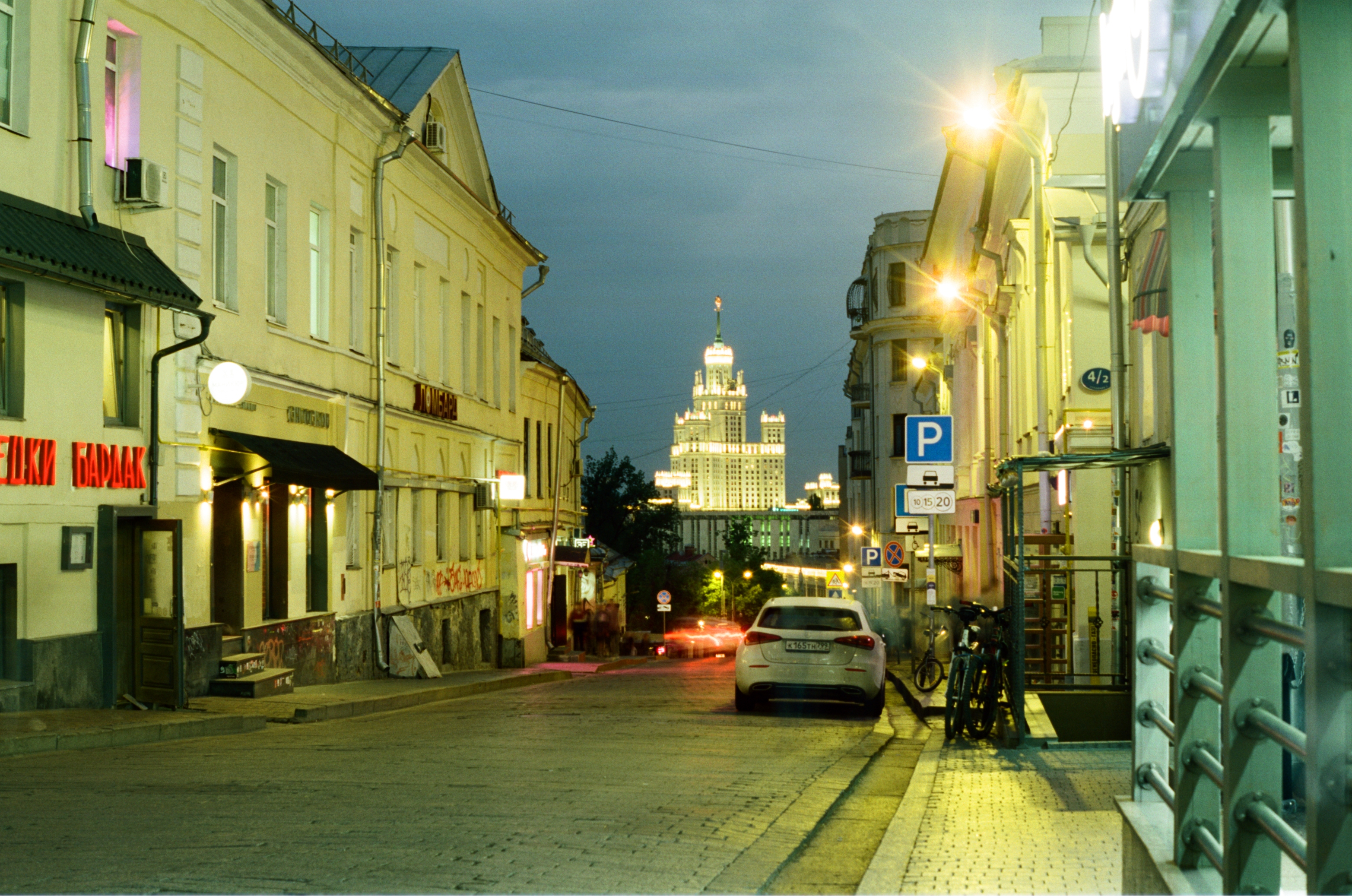
Вид переулка в южном направлении вечером (2021)

## Примечательные здания и сооружения

### По нечётной стороне
- № 3,  памятник архитектуры (вновь выявленный объект) — городская усадьба К. Б. Науша — Е. П. Пуговкиной (конец XVIII — начало XIX века; начало XX века, архитектор А. В. Красильников):
  - стр. 1 — флигель (конец XVIII века, 1813);
  - стр. 2 — жилой дом (конец XVIII века — XIX век; XX век);
  - стр. 3 — флигель (1811, 1870), ныне — Центр государственного санитарно-эпидемиологического надзора ФСБ РФ;
  - стр. 4 — главный дом усадьбы (1806, 1811, 1880-е, 1904 — архитектор А. В. Красильников);
  - стр. 5 — флигель (конец XVIII века, середина XIX века), ныне — ресторан «Ферма»; кафе «Арк Ан Сьель»;
  - стр. 8 — ранее на этом месте находилась средняя общеобразовательная частная школа «Наследник». Ныне на этом месте расположен парк Горка.
- № 9/1,  памятник архитектуры (региональный) — городская усадьба А. И. Алабова (XVIII—XIX века, главный дом — конец XVIII века, 2-я половина XIX века):
  - стр. 10 — Духовно-административный центр Московской еврейской религиозной общины (ранее в доме размещался Центральный проектно-технологический институт по созданию автоматизированных систем управления в торговле).

### По чётной стороне
- № 2/4, стр. 1 (на углу с Маросейкой),  ЦГФО — жилой дом купца П. М. Гусятникова — доходное владение И. И. Еремеева (конец XVIII века (?), 1817, 1878).
  - № 2/4, стр. 3 и 4 — кафе.
- № 4,  памятник архитектуры (федеральный) — дом А. Я. Уварова (1793—1802, приписывается М. Ф. Казакову), памятник классицизма[1] В настоящее время Институт экономики, информации и автоматизированных систем управления рыбного хозяйства ФГУП; издательский дом «Столица».
- № 4/2 — до 2009 года в здании находился центральный аппарат Российской партии жизни.

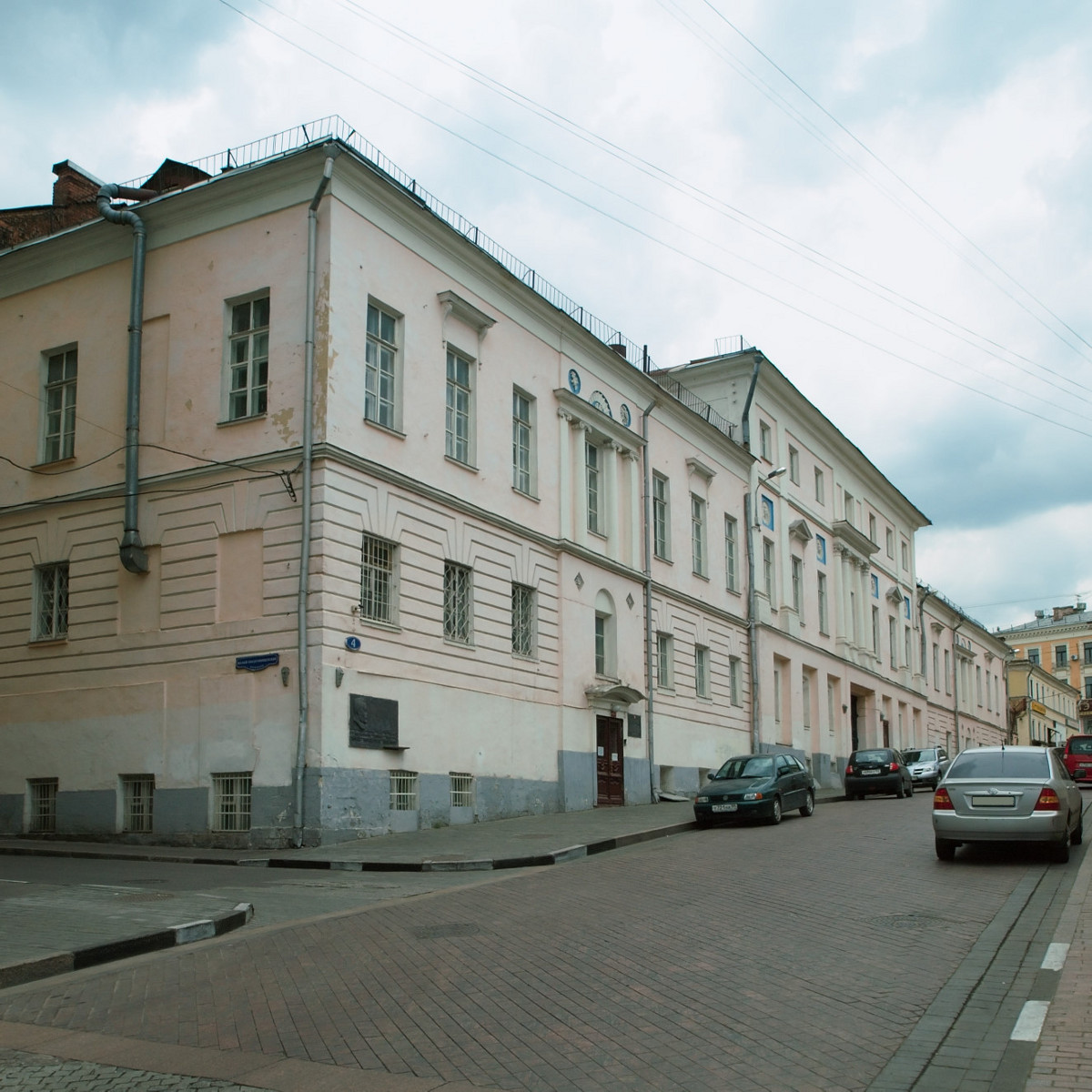
Дом А. Я. Уварова (№ 4)

- № 6/1 — доходный дом А. К. Расторовой (1912, архитектор Д. М. Челищев).
- № 8 — жилое и административное здание «Текстильстроя» (1927—1928, архитектор А. Кролов)[2]. В 1935 году сюда поселили сотрудников Палеонтологического института АН СССР, переведённых из Ленинграда. Среди них была семья И. А. Ефремова, будущего профессора, доктора биологических наук, знаменитого писателя-фантаста. Здесь он жил до 1962 года (в 2017 году открыта мемориальная доска); в здании размещалась редакция газеты «Советский спорт».
- № 10,  памятник архитектуры (региональный) — Московская хоральная синагога (1885, архитектор С. К. Родионов; 1895 (1898?), архитектор С. С. Эйбушиц), Община горских евреев; Московская еврейская религиозная община сефардов; Московская еврейская религиозная община; Община бухарских евреев. После смерти Эйбушица достроена в 1906 году архитектором Р. И. Клейном, им же отделаны интерьеры.

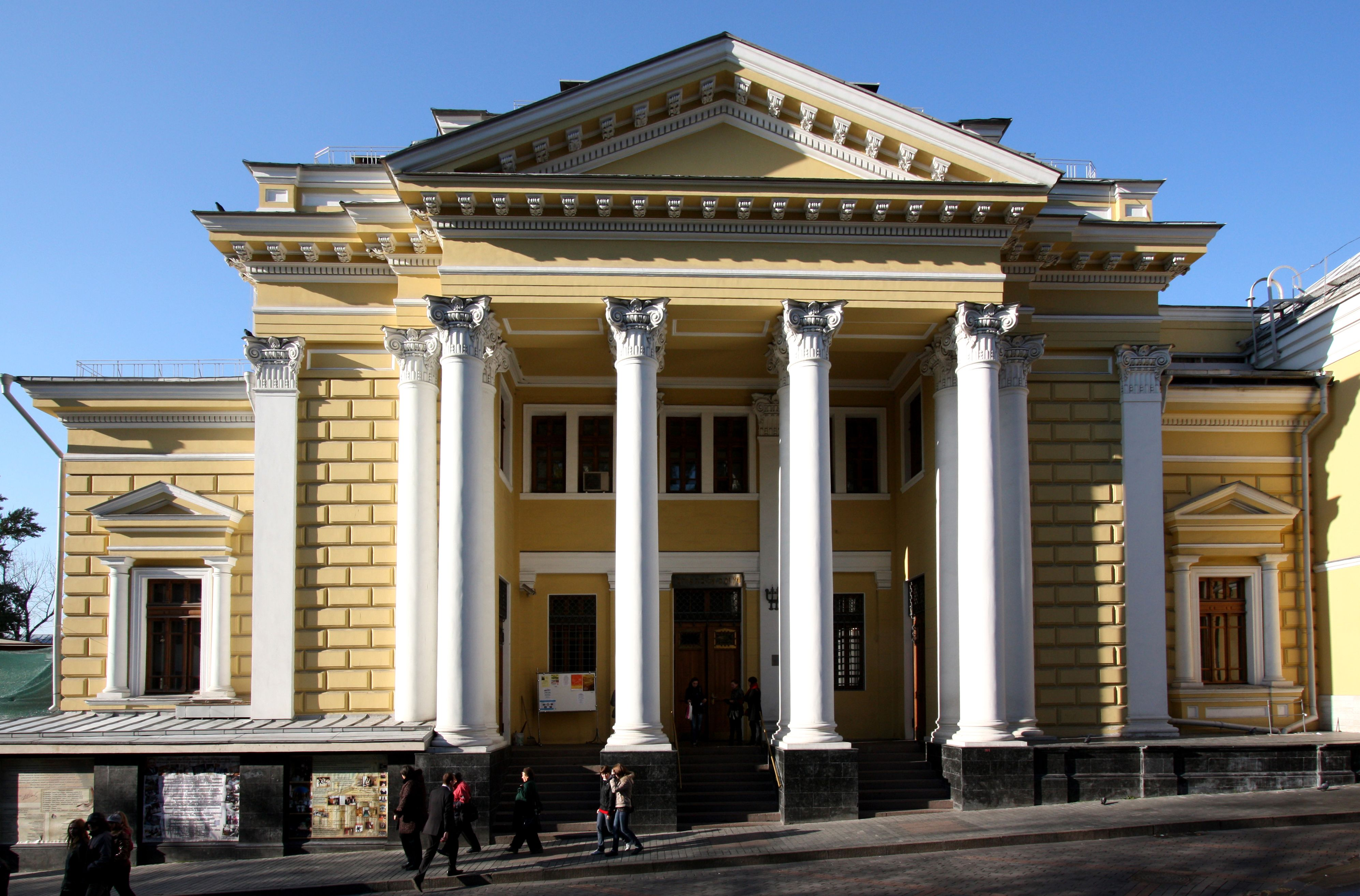
Московская хоральная синагога (№ 10)

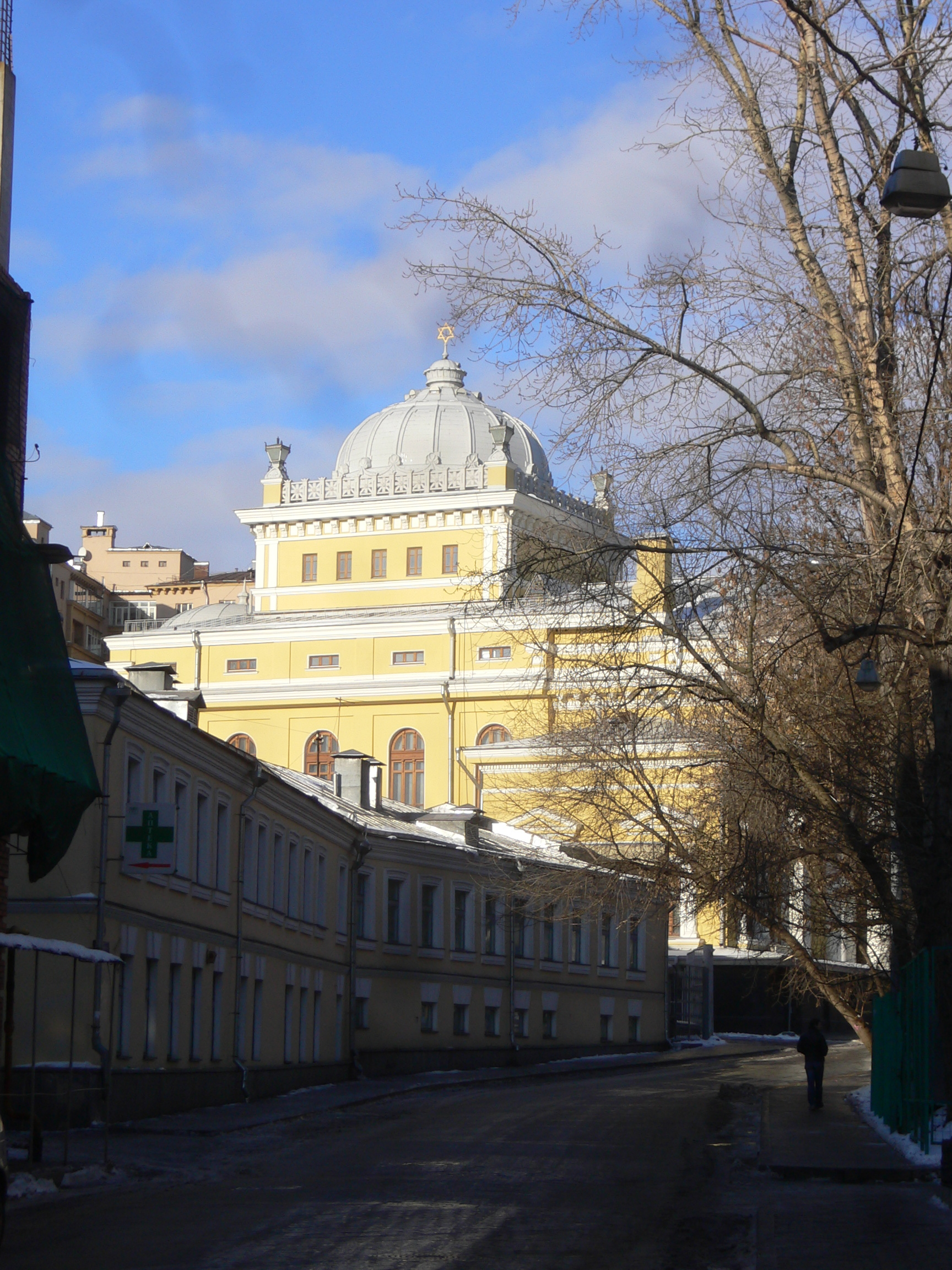
Вид от Солянки

## Транспорт
Движение по переулку — одностороннее, от Маросейки к Солянке. Недалеко от начала и конца переулка расположены выходы ближайшей станции метро «Китай-город». Наземный общественный транспорт по переулку не ходит.